# Pachystomias microdon
Pachystomias microdon är en fiskart som först beskrevs av Günther, 1878.  Pachystomias microdon ingår i släktet Pachystomias och familjen Stomiidae. Inga underarter finns listade i Catalogue of Life.